# Lecanora perconcinna
Lecanora perconcinna är en lavart som beskrevs av Hue. Lecanora perconcinna ingår i släktet Lecanora och familjen Lecanoraceae.   Inga underarter finns listade i Catalogue of Life.